# Мастер Бадиа-а-Изола
Мастер Бадиа-а-Изола (итал. Maestro di Badia a Isola) — итальянский анонимный живописец сиенской школы, работавший в конце XIII — начале XIV веков в Сиене и её окрестностях. Ранее этого мастера отождествляли с Дуччо ди Буонинсенья раннего периода творчества; он мог быть подражателем Дуччо, от которого он перенял пластическую изысканность, использование золотой ассистки, что отсылает его произведения к византийской традиции, типичной для самых архаичных сиенских художников.

## Происхождение имени
Условное имя мастера происходит от большой иконы «Мадонна на троне с Младенцем и двумя ангелами» (Маэста), которая ранее находилась в церкви Святых Сальваторе и Сирина в Бадиа-а-Изола в Монтериджони (Тоскана, ныне хранится в Музее религиозного искусства в Колле-ди-Валь-д’Эльса). Эта работа впервые была описана ещё в 1782 году падре делла Валле, который нашёл её близкой творчеству Гвидо да Сиена. Затем, благодаря некоторой схожести с «Мадонной Руччелаи», её стали приписывать раннему периоду творчества Дуччо ди Буонинсенья. Далее, Роберто Лонги (1948) и Фердинандо Болонья (1960) предположили, что Мадонну написал неизвестный последователь Дуччо, но очень близкий его манере, и на основе сравнительного анализа установили примерную дату создания — около 1290 года. Позднее в каталог этого анонимного мастера добавили «Мадонну с Младенцем» из Сиенской пинакотеки (каталог, № 593), предположив, что эта работа была создана ранее, чем «Маэста» из Бадиа-а-Изола. Дальнейшие исследования позволили ещё более расширить каталог произведений мастера, куда было добавлено несколько разных работ (некоторые из них вызвали дискуссии и сомнения).
Исследователи считают, что Мастер Бадиа-а-Изола принадлежал ближайшему кругу Дуччо ди Буонинсенья, и был в первом ряду его учеников и последователей. Предполагают, что он работал в мастерской в ранний период творчества Дуччо. В его произведениях видят прямые параллели с работами Уголино ди Нерио, особенно в части контуров фигур и ликов мадонн. Гертруда Коор-Ахенбах (1955) высказала предположение, что за анонимным именем может скрываться отец Уголино ди Нерио — художник Нерио.

## Произведения
Наиболее достоверными, не вызывающими серьёзных возражений произведениями Мастера Бадиа-а-Изола считаются:
- 1. Мадонна на троне с Младенцем и двумя ангелами. Музей религиозного искусства, Колле-ди-Валь-д’Эльса.
- 2. Мадонна с Младенцем" (№ 593). Пинакотека, Сиена
- 3. Расформированный «Полиптих Рамбо». Ранее находился в коллекции немецкого художника Иоганна Антона Рамбо, но после его смерти был расформирован, распилен и распродан по частям. В результате, центральная панель «Мадонна с Младенцем» находится в Утрехте, Архиепископский музей; три боковых панели «Св. Иоанн Богослов», «Св. Пётр» и «Св. Павел» — в музее колледжа Маунт Холиок, США; «Св. Иоанн Креститель» в Музее Вальрафа-Рихартца, Кёльн; «Благословляющий Христос и четыре ангела» — местонахождение неизвестно (вероятно, какая-то частная коллекция). Полиптих был атрибутирован Мастеру Бадиа-а-Изола Робертом ван Марле (1924) и впоследствии исследован Гертрудой Коор-Ахенбах (1952, 1956, 1960).
- 4. Фрагмент фрески «Мистический агнец и четыре ангела». Коллегиальная церковь, Казоле д’Эльса.
- 5. Фрагмент фрески «Мадонна с Младенцем». Церковь Сан-Бьяджо, Монтепульчано
- 6. «Мадонна с Младенцем и четырьмя ангелами». Палаццо Лоредан-Чини, Венеция

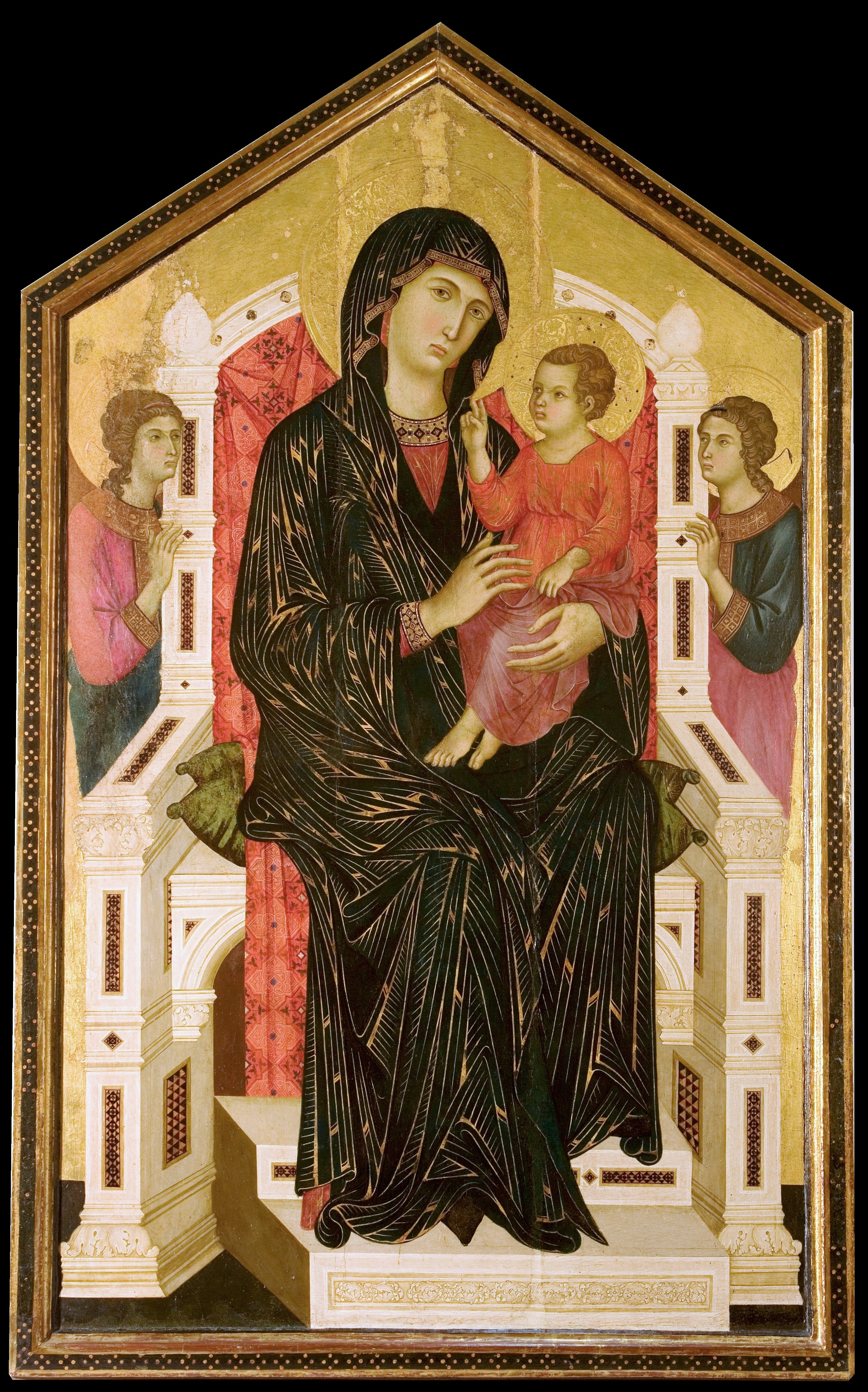
Маэста. Ок. 1280—1290. Дерево, темпера. Городской музей религиозного искусства, Колле-ди-Валь-д’Эльса
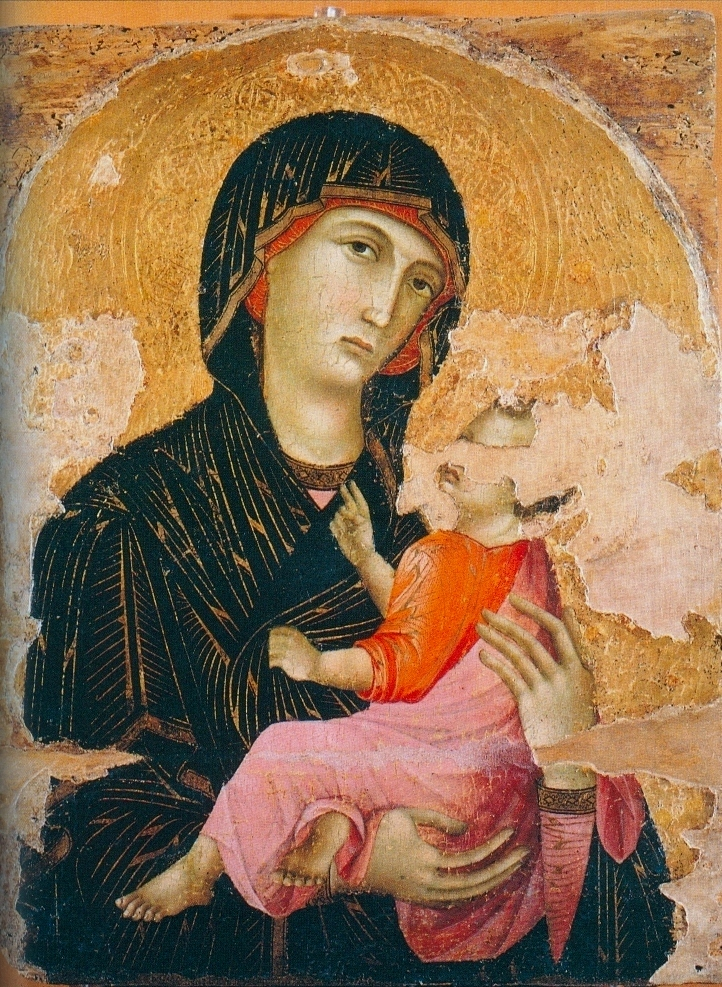
Мадонна с Младенцем. 1280-е. Дерево, темпера. Пинакотека, Сиена
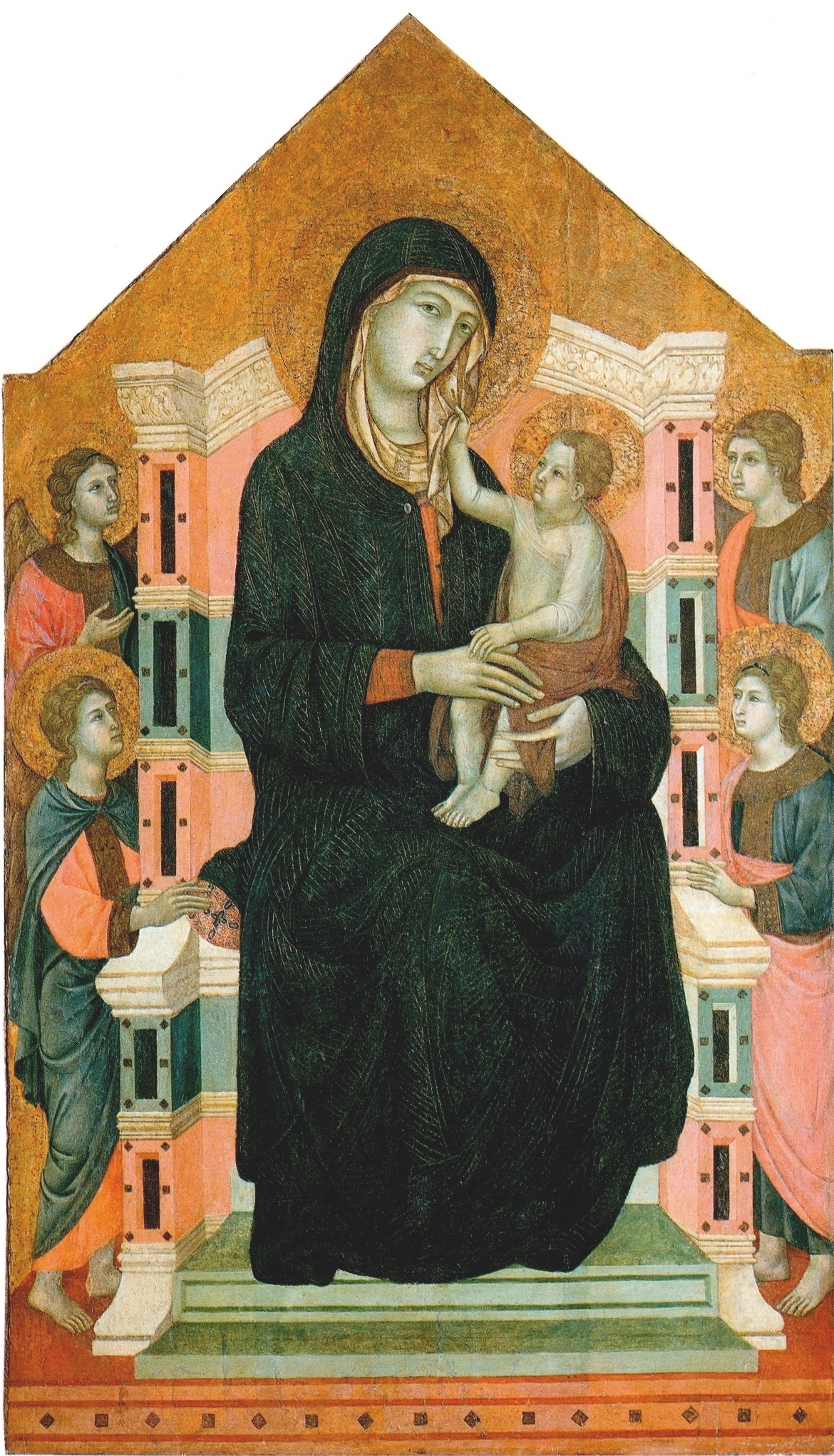
Мадонна с Младенцем и четырьмя ангелами. Ок. 1315. Дерево, темпера, золочение. Палаццо Лоредан-Чини, Венеция
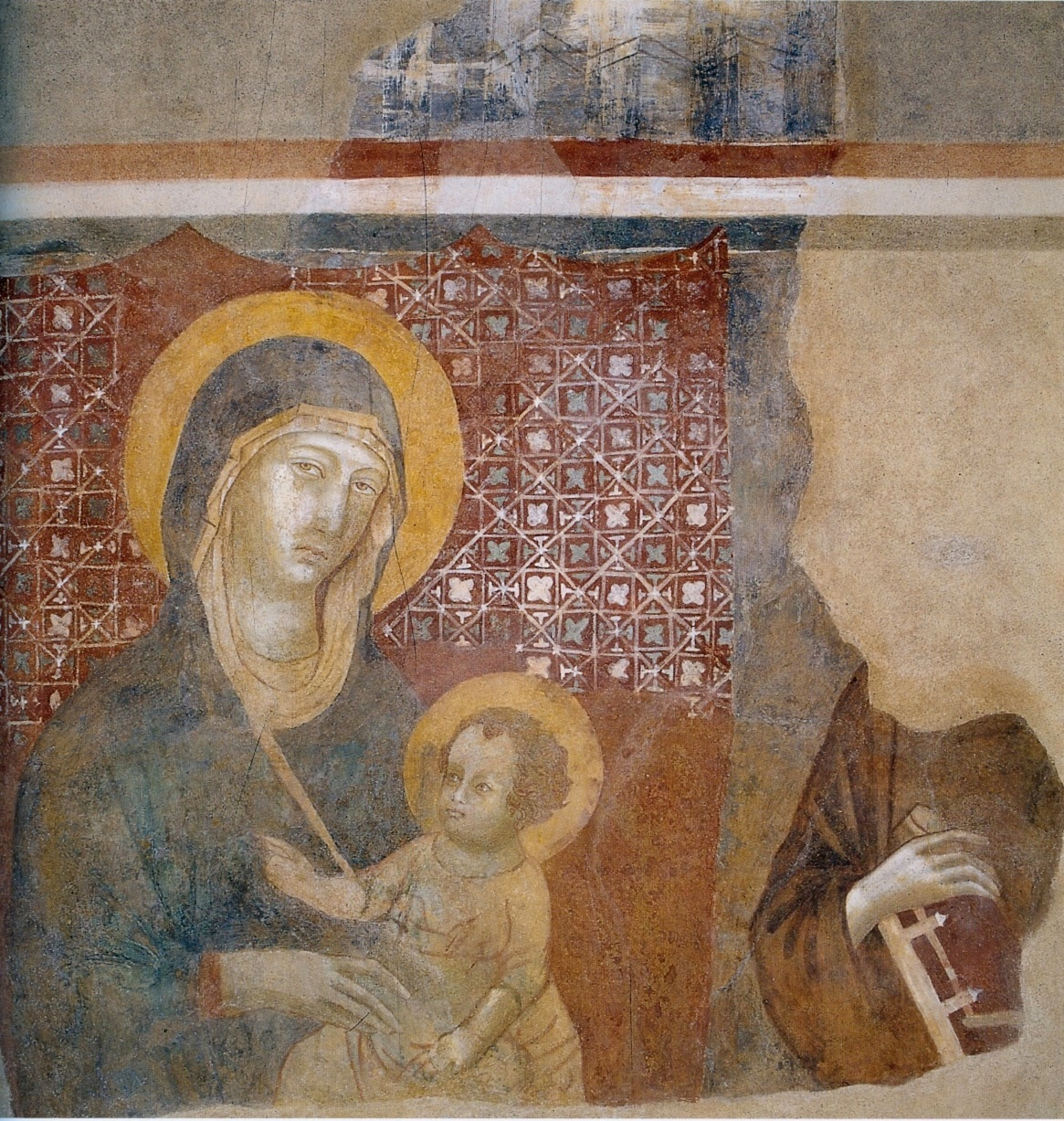
Мадонна с Младенцем. Фреска. Церковь Сан-Бьяджо, Монтепульчано

## Детали расформированного «Полиптиха Рамбо»

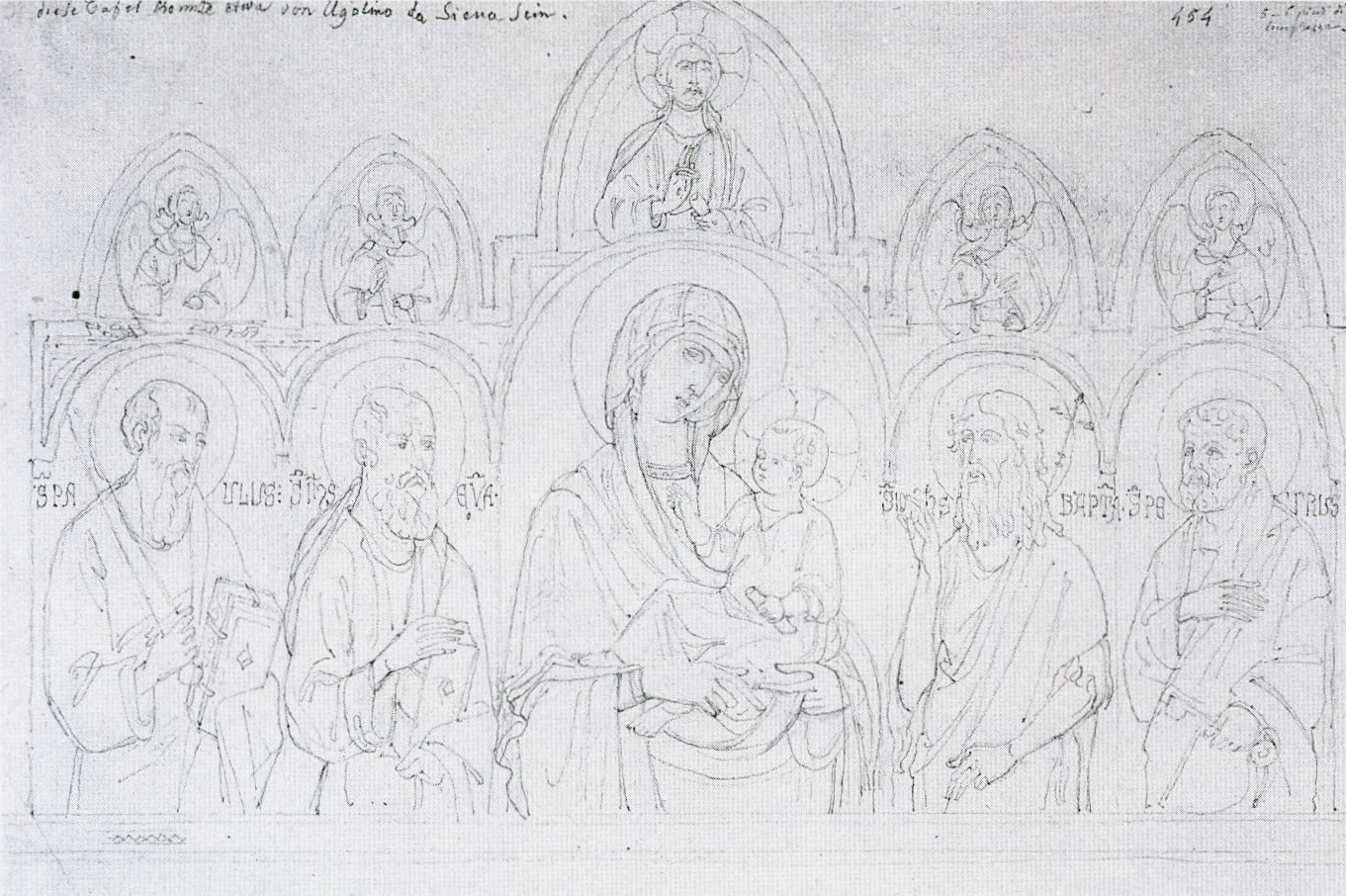
Рисунок Рамбо принадлежавшего ему полиптиха. Штеделевский художественный институт, Франкфурт-на-Майне
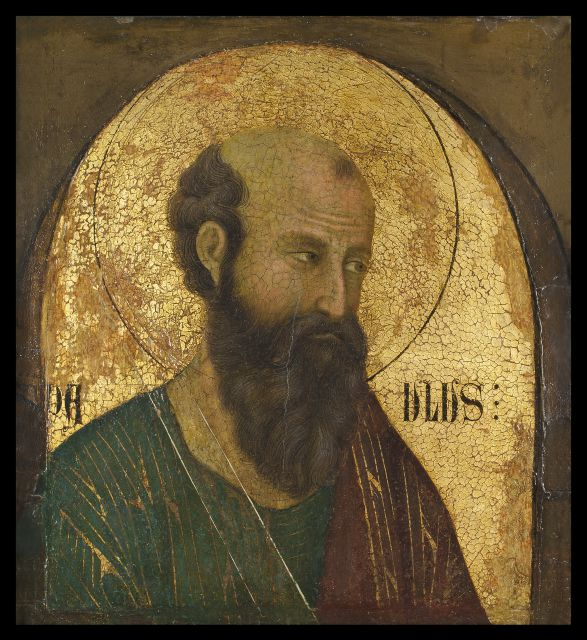
Святой Павел. Колледж Маунт Холиок
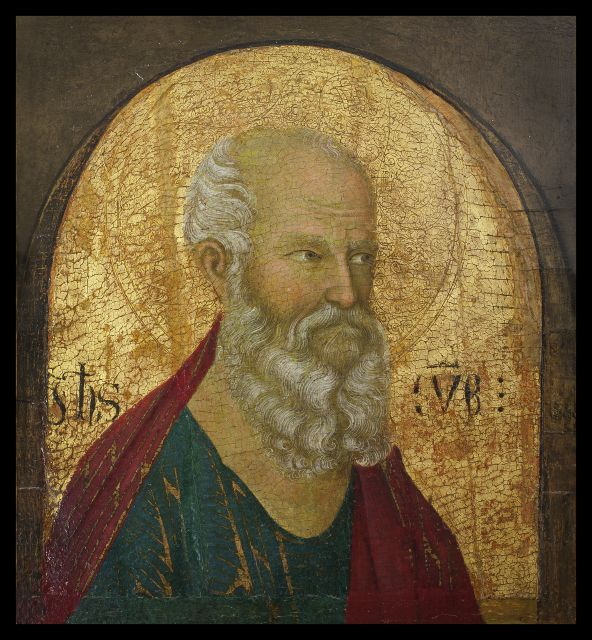
Святой Иоанн Богослов. Колледж Маунт Холиок
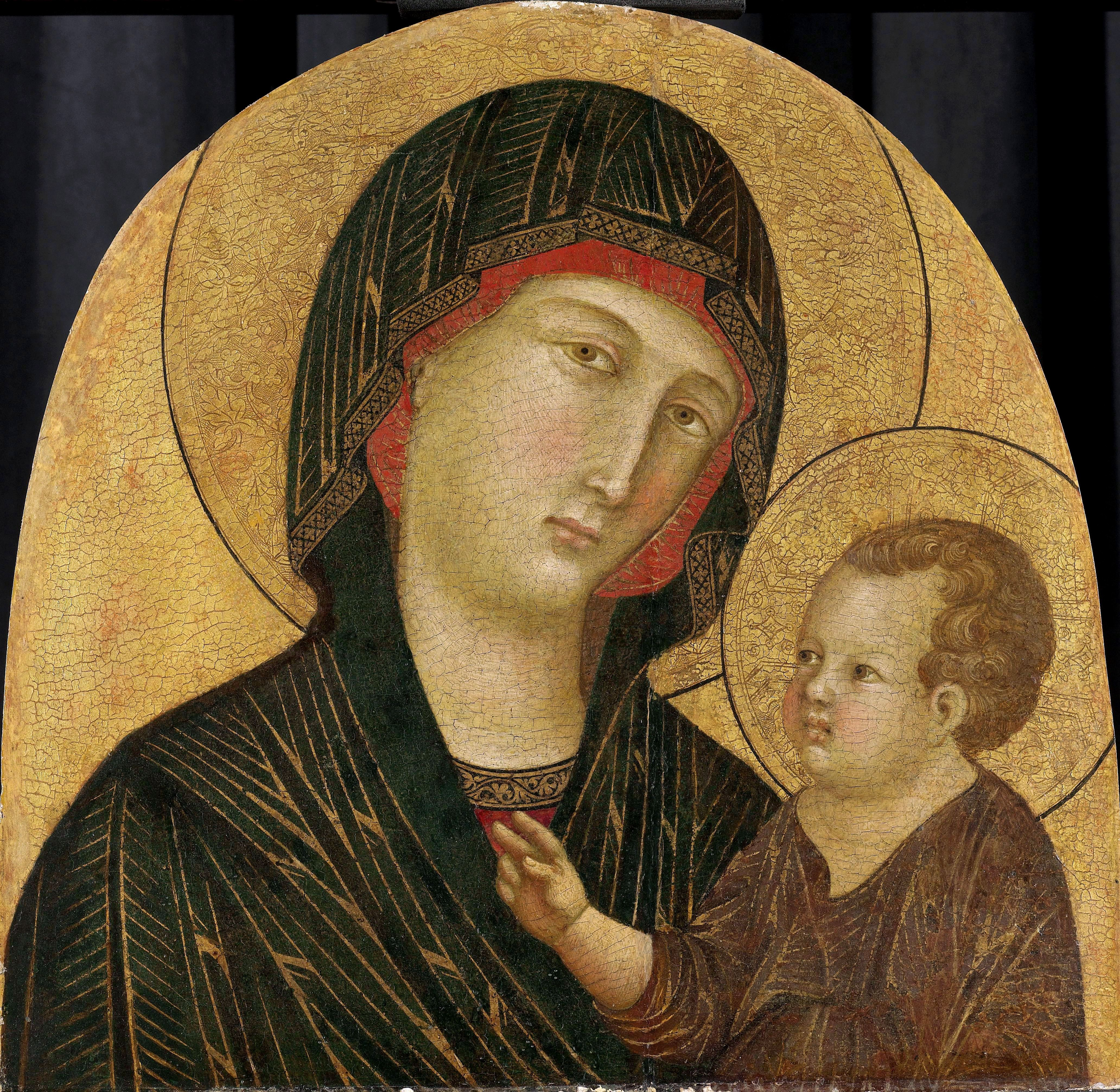
Мадонна с Младенцем. Архиепископский музей, Утрехт
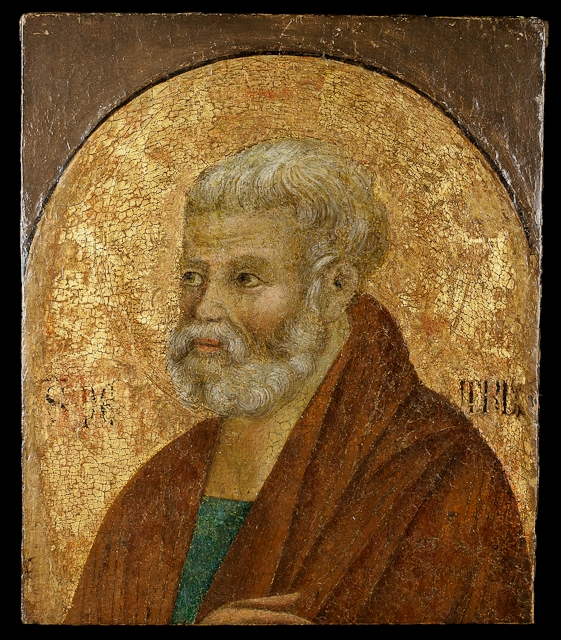
Святой Пётр. Колледж Маунт Холиок

Существует ряд работ, атрибуция которых Мастеру Бадиа-а-Изола вызвала дискуссии и сомнения, поскольку его живописная манера выражена в них не столь отчётливо, а разные Стиль (искусство) стилевые оттенки сближают эти произведения то с Дуччо, то с Чимабуэ; некоторые из них выглядят примитивнее того уровня, который представлен в «Маэста» из Бадиа-а-Изола.
- 1. Мадонна с Младенцем (Мадонна Буоноконвенто), Музей религиозного искусства Валь д’Арбиа; большинство исследователей считает её ранней работой Дуччо.
- 2. Мадонна с Младенцем из Кастельфиорентино (Пинакотека, Сан-Вердиано) — эту работу считают совместным произведением юного Дуччо и Чимабуэ.
- 3. Мадонна на троне с Младенцем и ангелами. Национальная галерея искусства, Вашингтон
- 4. Распятие с Богоматерью и Иоанном Богословом. Собор, Масса Мариттима
- 5. Расписной крест. Церковь Сан-Франческо, Гроссето
- 6. Мадонна с Младенцем. Музей искусств, Индианаполис
- 7. Мадонна с Младенцем. Церковь Компанья-делла-Гротта, Монтеккьо
- 8. Мадонна. Церковь Сан-Рокко, Пилли (провинция Сиена).